# Église Saint-Vincent de Sologny
L'église Saint-Vincent de Sologny est une église située sur le territoire de la commune de Sologny dans le département français de Saône-et-Loire et la région Bourgogne-Franche-Comté.

## Historique
Les parties romanes de l'église, qui sont les plus anciennes et remontent à la deuxième moitié du XIIe siècle, sont le chœur, le clocher et l'abside. L'église est cependant mentionnée dès le IXe siècle dans un cartulaire de Saint-Vincent de Mâcon.
Elle a été remise en état au XIXe siècle.

## Protection
Elle fait l'objet d'une inscription au titre des monuments historiques depuis le 16 octobre 1930.

## Description
La particularité architecturale la plus remarquable de cette église est le déséquilibre lié à l’implantation du clocher sur le côté sud, accolé à la chapelle (emplacement qui n’est pas sans rappeler une réminiscence carolingienne).
Le clocher de plan rectangulaire est ajouré de baies géminées sur les quatre faces. Au XIXe siècle a été probablement rajouté le dernier niveau percé de jours. 
La porte occidentale est surmontée d’un arc en plein cintre et dominée par un oculus.
La nef est éclairée par les quatre baies en plein cintre ainsi que par l’oculus de la porte occidentale. Deux chapelles latérales occupent les bras du transept : la chapelle latérale sud (à droite) voûtée d’ogives est dédiée à la Vierge Marie, tandis que la chapelle latérale nord (à gauche)
recouverte d’un plafond en bois est dédiée à saint Vincent.
Parmi les particularités de l'église de Sologny figurent les peintures murales qu'elle a conservées : « Les peintures murales de l’église Saint-Vincent de Sologny, tout à côté de Berzé-la-Ville, sont elles aussi remarquables. Datées du début du XIVe siècle, elles couvrent l’abside et le cul de four de l’église sur plusieurs registres. D’abord des draperies feintes habillent le bas des murs. Une bande de palmettes les sépare du registre suivant où saint Michel, saint Vincent avec un donateur, saint Georges et saint Jean-Baptiste (pratiquement perdu mais suffisamment de détails permettent de reconnaître la peau de bête qui le revêt) occupent l’espace entre les trois baies. Une autre bande décorative sépare ces grands personnages du registre suivant : un cortège apostolique où les apôtres sont assis comme lors de la Cène autour du Christ au centre, avec un autre personnage. La scène centrale est un Couronnement de la Vierge, malheureusement perdu en grande partie mais reconnaissable par la gestuelle. »

## Culte
Édifice consacré du diocèse d'Autun relevant de la paroisse Saint-Vincent-en-Val-Lamartinien (siège à La Roche-Vineuse) – qui en est affectataire au titre de la loi de 1905 –, l'église de Sologny est, plusieurs siècles après sa construction, un lieu de culte catholique.